# 故意ある道具
故意ある道具（こいあるどうぐ）とは、間接正犯となる者に利用されて犯罪を実現する者のうち、故意をもって犯罪を実現する者のことをいう。故意ある道具の理論は他の間接正犯理論と同じく、通常の共犯理論では正犯として処罰できない不合理な結果を是正するものとして作用する。
例えば公務員Xが公務員ではない秘書YにZから賄賂を受け取ってくるように命じ、これを受け取った場合におけるYや、AがBに対してパーティー会場で爆竹を爆発させて騒ぎを起こそうと持ちかけ、爆竹を渡して会場に仕掛けさせたが、実は中身は爆竹ではなく爆弾であり爆弾が爆発して来客に死傷者が生じた場合におけるBがこれにあたる。

## 身分なき故意ある道具
前者の場合はYの行為がそもそも構成要件に該当せず（収賄罪の主体は公務員であり、公務員でないYが賄賂を収受しても収賄罪の構成要件に該当しない）、違法でもないからYの行為を収賄罪の正犯として処罰することは出来ない。Yが正犯たりえないので、賄賂の受け取りを命じた公務員Xについても共犯として処罰することは出来ない（正犯なき共犯は認められない。）し、Xは収受行為を自ら行ったわけではないから収賄罪の実行正犯として処罰することも出来ない。このため結果的には公務員であるXに賄賂が渡っているにもかかわらず誰も刑事責任を負わないという不合理な結果が生じる。
このような場合に、学説・判例は間接正犯理論を用い、実行行為を行わなかったXを正犯としYをその道具として位置づけ、Xを収賄罪で、Yを収賄の共犯として処罰する努力を行ってきた。ここでYは自己の行為が収賄罪の構成要件該当事実を実現するものであることを認識しているから、故意ある道具と称せられる。またYは収賄罪の構成要素である公務員という身分を有しないからYのような者を身分なき故意ある道具と呼ぶこともある。
では後者の例についてはどうか。この場合Bを業務妨害罪の実行正犯として処断することについては何らの問題はない。
ではAはどうか。業務妨害罪の成立については特に問題はない。問題は殺人罪についていかなる罪責を負うことになるのかという点である。Aは爆弾を設置するという殺人罪の実行行為を自ら行っていないから実行正犯たりえないし、Bとの間で「殺人罪」を実現することについての意思の連絡もない。このため共同正犯成立の要件を満たさずAは共同正犯とはなり得ない。狭義の共犯としての罪責を負わないかという点について見てみると、共犯の要素従属性に関する通説的見解である制限従属性説に従えばAは殺人罪の教唆犯か幇助犯罪責を負うことになる。しかし結局、誰も殺人罪の正犯としての罪責を負うものはいない。
そこで行為全体の因果経過を支配するAを間接正犯とし、Bを道具として位置づけるという構成が提唱される。この場合のBも自己の行為が業務妨害罪の構成要件該当事実を実現するものであることを認識しているから、やはり故意ある道具である。もっとも前者と異なり、実現する犯罪は正犯が身分者たることを要求しない殺人罪であるから、身分なき故意ある道具ではなく単なる故意ある道具である。また道具の故意が正犯が実現しようとした犯罪とは異なる犯罪類型の故意である点も異なる。
故意ある道具は、故意を持ちながら、道具となりうる特殊な事例として位置づけられ（被利用者に故意があれば通常は利用者による被利用者の行為支配が存在しないから利用者は正犯となりえない）特に故意ある道具という名称が与えられている。